# Luigi Rum
Luigi Rum (Genova, 15 aprile 1925 – Genova, 28 settembre 1977) è stato un partigiano e sindacalista italiano.

## Biografia
Luigi Rum, nato nel 1925 a Genova da genitori di origine toscana (Giovanni e Silvia), ha vissuto fino al 1957 nel quartiere di Quinto al Mare dove ha frequentato l'istituto tecnico.
Nel momento della chiamata alle armi (periodo aprile ‘44/aprile 45) si è dato alla clandestinità aderendo ai movimenti partigiani divenendo Commissario politico nella 58ª Brigata Oreste 4ª Divisione Garibaldi "Pinan-Cichero" col grado di tenente e col nome di battaglia  di Falco. Per tale attività sarà insignito postumo, nel 1983, della Medaglia d'Argento al valor partigiano.
Sindacalista nella FILP/CGIL, Federazione dei Lavoratori Portuali, di cui ha ricoperto anche la carica di Segretario provinciale dal 1955 e poi quella di Segretario Generale dal 1962, si è sempre contraddistinto per la lotta per i diritti dei lavoratori portuali.
Nel 1961 è stato inserito nelle liste per la formazione del Consiglio Comunale di Genova risultando eletto nelle liste del Partito Comunista Italiano. Riconfermato poi nelle elezioni del 1964 ed in quelle del 1966. Successivamente è stato anche candidato alla Camera dei deputati non risultando eletto per pochi voti.
Si è successivamente trasferito, nel 1967, a Roma, già membro del Consiglio Generale della CGIL, per dare vita alla FILT, Federazione dei Lavoratori dei Trasporti, di cui fu successivamente Segretario Generale e che riunisce attualmente i lavoratori del trasporto aereo, marittimo, del trasporto terrestre e della viabilità. A causa di complicazioni emerse a seguito di una malattia è deceduto prematuramente nel settembre del 1977 all'Ospedale San Martino di Genova. È stato poi sepolto nel Cimitero monumentale di Staglieno.
Gli saranno intitolati, a cura dell’amministrazione comunale, i giardini pubblici che si trovano alla base del "Matitone", il grattacielo a forma di matita (ufficialmente San Benigno Torre Nord) che si trova nella zona portuale di Genova.
I lavoratori del porto daranno il suo nome al Circolo Ricreativo Aziendale.